# Lars Rambe

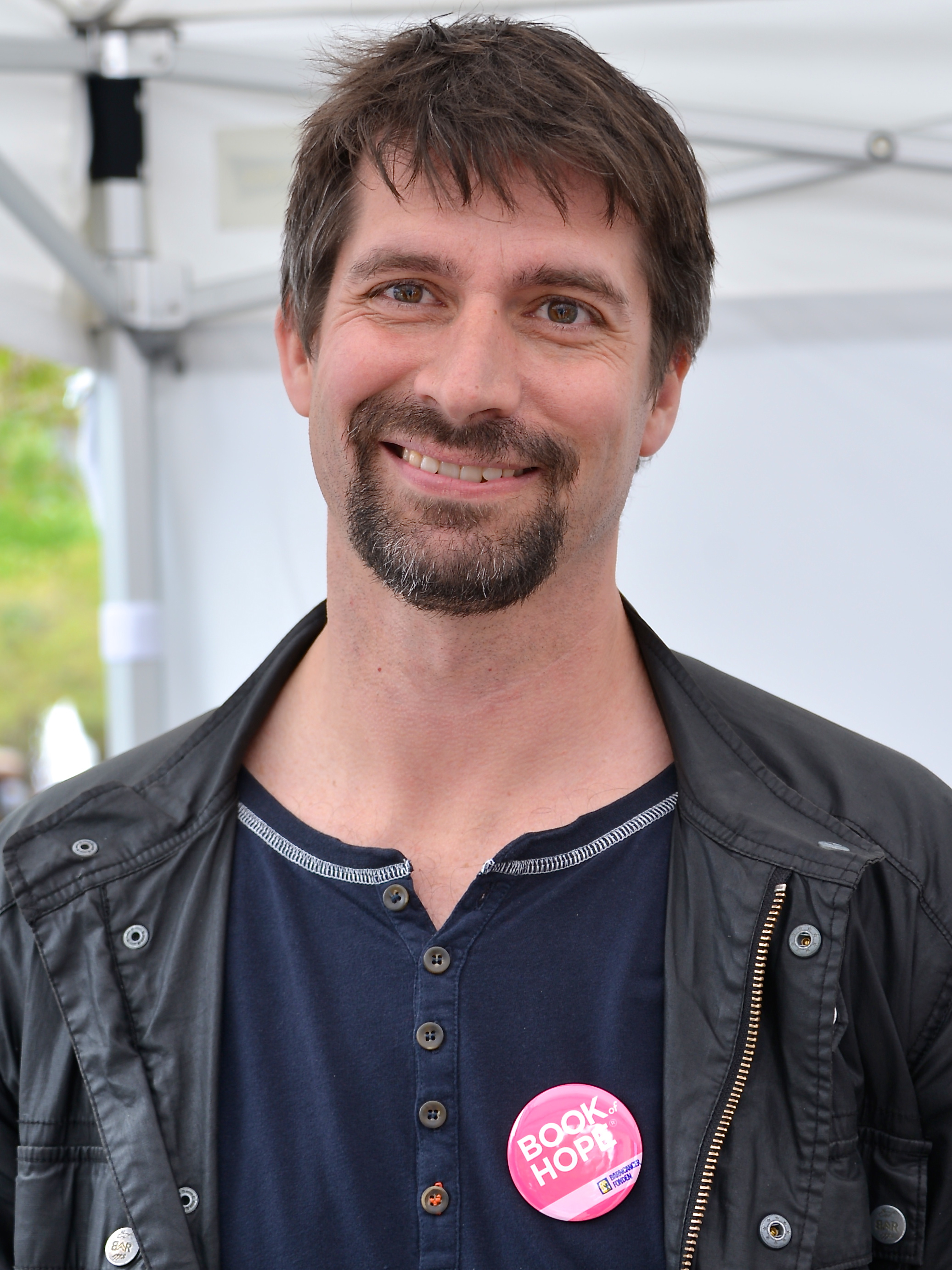
Lars Rambe i Kungsträdgården i Stockholm den 22 maj 2013 i samband med kampanjen Book of Hope för Barncancerfonden.

Lars Rambe, född 19 september 1968 i Täby, är en svensk advokat, författare och tidigare friidrottare.
Lars Rambe tog sin juris kandidatexamen 1994 vid Uppsala universitet. Efter fem år som internationell bolagsjurist på Pharmacia och Amersham Biosciences startade Rambe 1999 Sveriges första juridiska nischbyrå för bioteknik- och läkemedelsindustrin, en verksamhet som 2003 köptes upp av Advokatfirman Delphi & Co där Rambe blev delägare. 2005 gick Rambe tillbaka till egen advokatverksamhet.
Lars Rambes första roman Spåren på bryggan skrevs 2007 och utkom på egna förlaget Kura skymning. Spåren på bryggan liksom uppföljaren Skuggans spel Kalla kulor förlag är deckare som utspelar sig i Strängnäs och Mariefred. Huvudpersonen är en journalist som flyttar från Stockholm till Strängnäs och tar anställning på lokaltidningen. Livet på lokaltidningsredaktionen blir långt ifrån så lugnt som han hoppats. Lars Rambe representeras av författaragenturen Grand Agency. Hans böcker är sålda till flera länder. 
Som friidrottare i Hässelby SK och Tureberg IF var Lars Rambe med och vann lag-SM 1990, och att få bronsmedalj på 4*400 m på Stafett-SM 1991 och finalist på Junior-SM på 400 m 1988.